# Violino piccolo

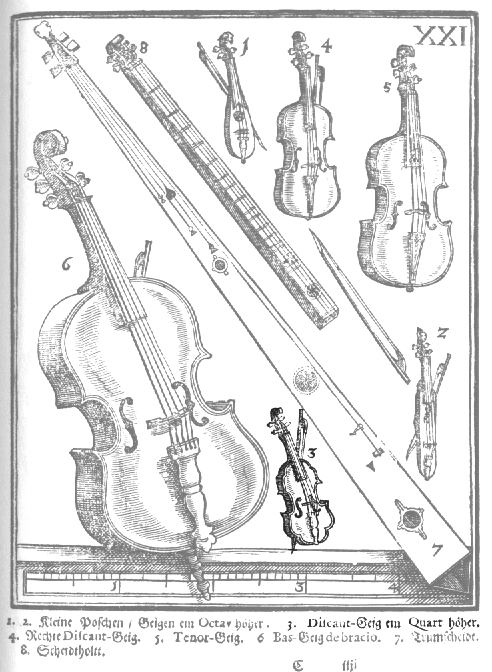
Egy lap a Syntagma Musicum-ból, mely az akkori vonós hangszereket mutatja be, köztük a cikk tárgyát is

A violino piccolo (olasz, 'apró hegedű') vagy diszkant hegedű olyan – egy kb. negyedes vagy nyolcados hegedű méretével megegyező – vonós hangszer, melynek húrjai egy kvarttal magasabb hangmagasságon szólalnak meg a hegedű hangolásához képest, azaz a jelenlegi brácsa hangolásához képest egy oktávval magasabban. A violino piccolo  húrozása tehát:  c'-g'-d"-a". Lényeges, hogy a nyak és lengő húrhossz arányai nem a mai, gyerekeknek szánt tanulóhegedűk méretarányaival azonosak. A nyak méreteit a hangszertest hosszához képest, mind hosszban, szélességben és vastagságban is felnőtt kézhez igazították. Az első ilyen hangszer az Ambrasi Kastélyban, 1596 körül keletkezett, de igen korai hangszereket találhatunk még a Freibergeri dómban (1593-ból két darab különböző mérettel), ill. a lipcsei egyetemen.
A hangszer a 17. és 18. században élte fénykorát. Abban az időben igen nehéz volt a rendes hegedűn a magas fekvésekben játszani, ezért volt szükség erre a hangszerre.
Michael Praetorius Syntagma Musicum lexikonjában azt jövendöli (mivel az ő korában még nem volt neve a hangszernek), hogy a hangszert „…violino –, violetta piccola vagy rebecchino néven fogják illetni.”. Eme jóslata be is vált. Végül hivatalosan Johann Jacob Prinner 1677-ben javasolta a hangszernek ezt a nevet. Ő, és Daniel Speer is 1697-ben kijelentette, hogy a felső húrt nem tanácsos kétvonalas g fölé hangolni.

## Fontosabb művek, melyekben violino piccolo is szerepel
- Claudio Monteverdi: L'Orfeo opera
- Johann Sebastian Bach: 2 kantáta (Wachet auf, ruft uns die Stimme BWV 140, Herr Jesu Christ, der eigne Gottessohn BWV 96), 1. Brandenburgi verseny. A kantátákban a hangszert b-f'-c"-g"-re kell hangolni. Bach tévesen a hangszert oktávhegedűnek hívta; ez a megállapítás csak annyiból helyes, hogy a kotta transzponálva volt, ami azt jelenti, hogy a kotta olyan hangmagasságba volt megírva, hogy hegedűn is el lehessen játszani, de violino piccolo-n való előadásakor mindezt egy oktávval feljebb kellett játszani. A brandenburgi koncertben úgy írta le, mintha a húrozás a rendes hegedűé lenne, de természetesen a leírt kotta egy kisterccel feljebb szólt.
- Leopold Mozart, Wolfgang Amadeus Mozart édesapja és zenetanára, elég sok tandarabot írt rá (kisgyerek hegedűsöknek, akiknek ez a hangszer pont elég nagy volt), annak ellenére, hogy magát a hangszert már  feleslegesnek minősítette.

## Fennmaradt hangszerek
A 18. század folyamán sok ilyen méretű hangszert építettek, csak sajnos nehéz megállapítani, hogy ezek violino piccolók vagy feles hegedűk. Amiről meg tudjuk különböztetni őket, az a nyak és fogólap; ha azok a normál hegedű méretéhez közelítenek, akkor beszélhetünk pikolóhegedűről.
| Készítő és időpont              | Korpusz hosszúsága | Tetőmenzúra | Húrhosszúság | Jelenlegi helye                                    |
| Klemm, (?), 1593/94             | 24,2               | 14,1        | 24           | Freiberg, Szászország, Dóm                         |
| A.&H. Amati, Cremona, 1613      | 26,6               | 15,3        | 26,8         | Vermillion, Shrine to Music Museum                 |
| Michael Praetorius, 1620        | 26                 | 13,6        | 22,5         | Michael Praetorius 2, Sciagraphia, Taf. XXI        |
| Rudolf Höß, München, 1690(?)    | 23                 | 12,3        | 25           | Berlin, SIM PK, Musikinstrumenten-Museum, Nr. 4130 |
| Michael Platner, Róma, 1738     | 27,5               | 15,3        | 26,8         | Magángyűjtemény                                    |
| Pietro Antonio Cati, Firenze    | 26,2               | 13,8        | 25,2         | Lipcse, Musikinstrumentenmuseum, Nr. 756           |
| Leopold Widhalm, Nürnberg, 1769 | 28,2               | 15,3        | 28,2         | Nürnberg, Germanisches Nationalmuseum, MI 26       |
| J.&A. Gagliano                  | 24,3               | 12,8        | 25,8         | Magángyűjtemény                                    |

## Újjászületése
A hegedűoktett tagjaként a 20. század második felében szopránhegedű néven kezdtek el újra violino piccolókat építeni.